# 야나기타 구니오

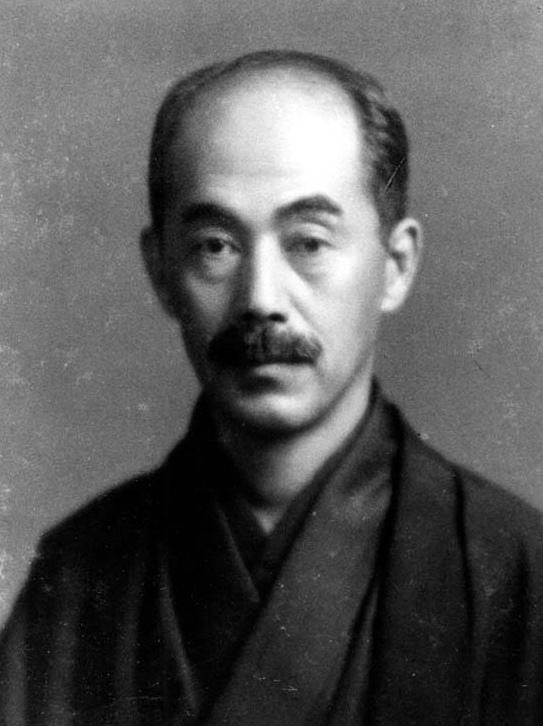

야나기타 쿠니오(일본어: 柳田 國男: 1875년 7월 31일-1962년 8월 8일)는 일본의 민속학자・관료다. 메이지 헌법하에서 농무관료, 귀족원 서기장관을 역임했고, 2차대전 종전 이후부터 폐지될 때까지 최후의 추밀고문관으로 재직했다. 1949년 일본학사원 회원이 되었고 1951년 문화훈장 수훈. 1962년 사망하면서 훈1등 욱일대수장을 추서받았다.
“일본인이란 무엇인가”라는 질문의 답을 구하기 위해 일본열도 각지 또는 당시 일본령 외지를 조사여행했다. 산촌 생활을 밀착취재한 초기작 『토오노 모노가타리』에서 “원컨대 이 이야기로써 평지인들을 전율케 하라”고 하였다. 일본 민속학의 개척자이며, 다수의 저작이 오늘날까지 재간되고 있다.

## 같이 보기
- 일본인론